# Ildefonso Sebastián Gómez Ramos
Ildefonso Sebastián Gómez Ramos (Cádiz, 1958) es un técnico sanitario y político español del Partido Socialista Obrero Español, es licenciado en derecho por la Universidad de Cádiz.

## Trayectoria profesional y política
Comienza siendo alcalde de Jimena de la Frontera tras el cese de José Carracao Gutiérrez.
En junio de 2007 renuncia a la alcaldía para desempeñarse como responsable de Unidad de Atención al Inmigrante del Servicio Andaluz de Salud en el Campo de Gibraltar. Por último en agosto de 2009 fue elegido pregonero de la feria de Jimena. 